# Lista meczów reprezentacji Laponii w piłce nożnej mężczyzn
Zasugerowano, aby zintegrować ten artykuł z artykułem Reprezentacja Laponii w piłce nożnej (dyskusja). Nie opisano powodu propozycji integracji.
Lista spotkań rozegranych przez reprezentację Laponii:

## 1985 - 1990

### Towarzyskie
| 18 lipiec 1985 | Wyspy Alandzkie ? | 4 : 2rsssf.com | Laponia · Kalle Tjäder | Maarianhamina, Wyspy Alandzkie |
|                |                   |                |                        |                                |

| 26 lipiec 1986 | Laponia · Kalle Tjäder · Anders Logje | 2 : 0rsssf.com | Wyspy Alandzkie | Kautokeino, Norwegia |
|                |                                       |                |                 |                      |

| 25 lipiec 1987 | Laponia | 0 : 6rsssf.com | NRD ? | Gällivare, Szwecja |
|                |         |                |       |                    |

| 30 lipiec 1987 | Wyspy Alandzkie ? | 1 : 0rsssf.com | Laponia | Maarianhamina, Wyspy Alandzkie |
|                |                   |                |         |                                |

| 13 październik 1990 | Estonia ? | 2 : 0rsssf.com | Laponia | Tallinn, Estonia |
|                     |           |                |         |                  |

## 1991 - 2000

### Towarzyskie
| 6 lipca 1991 | Laponia · Stig Tore Karlsen · Yngve Mikaelsen | 2 : 1rsssf.com | Estonia ? | Karasjok, Norwegia |
|              |                                               |                |           |                    |

| 7 lipiec 1992 | Estonia ? | 2 : 1rsssf.com | Laponia · Jørgen Heikki | Tallinn, Estonia |
|               |           |                |                         |                  |

| 7 sierpnia 1998 | Laponia | 0 : 0rsssf.com | Estonia | Sztokholm, Szwecja |
|                 |         |                |         |                    |

## 2001 - 2010

### Towarzyskie
| 4 lipca 2001 | Laponia · Ståle Johansen · Ole Johan Henriksen · Jan Egil Brekke · Joar Eira Rasdal | 5 : 1rsssf.com | Grenlandia ? | Sztokholm, Szwecja |
|              |                                                                                     |                |              |                    |

| 28 lipca 2004 | Laponia · Aslak Sokki | 1 : 1rsssf.com | Cypr Północny ? | Odense, Dania |
|               |                       |                |                 |               |

### KTFF 50th Anniversary Cup
| 3 listopada 2005 | Kosowo | 4 : 1 | Laponia · Jonas Johansen | Girne, Cypr |
|                  |        |       |                          |             |

| 4 listopada 2005 | Cypr Północny | 6 : 2 | Laponia · Anders Eivind Eira · Jonas Johansen | Nikozja, Cypr |
|                  |               |       |                                               |               |

### VIVA World Cup 2006
| 20 listopada 2006 15:15 CET | Oksytania | 0 : 7nf-board rsssf | Laponia · Tom Høgli · Erik Lamøy · Steffen Nystrøm · Olav Råstad · Torkild Nilsen · Espen Bruer | Stade Gaby Robert, Costebelle, Francja |
|                             |           |                     |                                                                                                 |                                        |

| 21 listopada 2006 13:30 CET | Laponia | 3 : 0walkowernf-board rsssf | Kamerun Południowy | Stade L’Ayguade, Hyères, Hyères, Francja |
|                             |         |                             |                    |                                          |

| 23 listopada 2006 15:15 CET | Laponia · Trond Olsen · Steffen Nystrøm · Magnus Andersen · Olav Råstad · Erik Lamøy · Espen Bruer · Tom Høgli · Jonas Johansen | 14 : 0nf-board rsssf | Monaco | Stade L’Ayguade, Hyères, Hyères, Francja |
|                             | |                      |        |                                          |

| 24 listopada 2006 19:00 CET | Laponia · Erik Lamøy · Tom Høgli · Jonas Johansen · Espen Bruer · Torkild Nilsen · Olav Råstad · Trond Olsen · Steffen Nystrøm · Espen Minde · Matti Eira · Leif-Arne Brekke | 21 : 19 : 0nf-board rsssf | Monaco · Romain Armita | Stade L’Ayguade, Hyères, Hyères, Francja |
|                             | |                           |                        |                                          |

### VIVA World Cup 2008
| 7 lipca 2008 23:00 CET | Laponia · Matti Eira 50' · Erik Berthelsen 63' | 2 : 20 : 1nf-board | Iracki Kurdystan · 40' Ciawar Khandan · 70' Halkurd Mulla Mohammed | Gällivare Stadium, Gällivare, Szwecja Widzów: 1 300 Sędzia: Johnny Nielsen |
|                        |                                                |                    |                                                                    |                                                                            |

| 9 lipca 2008 17:00 CET | Laponia · Mikkel Eira 80', 90+2' | 0 : 10 : 0nf-board | Aramejczycy · 62' Tuncay Yoksel | Gällivare Stadium, Gällivare, Szwecja Widzów: 1 000 Sędzia: Ragnar Dahl |
|                        |                                  |                    |                                 |                                                                         |

| 11 lipca 2008 13:00 CET | Laponia | 0 : 20 : 0vivaworldcup.info rsssf | Padania · 85' Giordan Ligarotti · 87' Michele Cossato | Malmberget Stadium, Malmberget, Szwecja |
|                         |         |                                   |                                                       |                                         |

| 12 lipca 2008 16:00 CET | Laponia · Matti Eira 3' · Mikal Eira 7' · Johan Anders Logje 28' · Steffen Dreyer 83' | 4 : 2vivaworldcup.info rsssf | Prowansja · Stephan Giordano | Gällivare Stadium, Gällivare, Szwecja |
|                         |                                                                                       |                              |                              |                                       |

| 13 lipca 2008 11:00 CET | Laponia · Mikal Eira 5', 31' · Mikal Stangnes 7' | 3 : 13 : 0vivaworldcup.info rsssf | Iracki Kurdystan · Ismail Hoshman Jalal 90' | Malmberget Stadium, Malmberget, Szwecja |
|                         |                                                  |                                   |                                             |                                         |

### VIVA World Cup 2009
| 23 czerwca 2009 17:00 CET | Laponia · Erik Bertelsen 6' | 1 : 21 : 1nf-board | Prowansja · 37' Enais Hammoud · 64' (karny) Eddy Hammami | Stadio Franco Ossola, Varese, Włochy Widzów: 50 Sędzia: Iodice |
|                           |                             |                    |                                                          |                                                                |

| 24 czerwca 2009 17:00 CET | Laponia · Svein Ove Thomassen 12', 16', 17' · Jon Andreas Eira 48' · Daniel Reginiussen 52', 84' · Espen Bruer 78' | 7 : 23 : 0nf-board | Gozo · 79', 86' Christian Bugeja | Stadio Mario Rigamonti, Brescia, Włochy Widzów: 80 Sędzia: Seerwand |
|                           | |                    |                                  |                                                                     |

| 25 czerwca 2009 21:00 CET | Padania · Emanuele Pedersoli 12' · Alessio Battaglino 38' · O. Vesterheim 41' (samobójcza) · A. Bottani 85' | 4 : 03 : 0nf-board | Laponia | Stadio Franco Ossola, Varese Widzów: 1 100 Sędzia: Casnati |
|                           | |                    |         |                                                            |

| 26 czerwca 2009 21:00 CET     | Prowansja · Enais Hammoud 14', 88' · J. Matel 16' · B. Bennattar 21' | 4 : 4 k. 4 : 53 : 2nf-board                                                                   | Laponia · 13', 53' (karny) Svein Ove Thomassen · 18' Espen Bauer · 82' Daniel Reginiussen | Stadio Mario Rigamonti, Brescia Widzów: 50 Sędzia: Capelli |
|                               |                                                                      |                                                                                               |                                                                                           |                                                            |
|                               |                                                                      | Rzuty karne                                                                                   |                                                                                           |                                                            |
| ? · ? · ? · ? · Enais Hammoud |                                                                      | Sven Ove Thomassen · Espen Bruer · Tony Molund Johansen · Jens Andersson · Tor-Martin Mienna. |                                                                                           |                                                            |

## Bilans
- Mecze: 24 + 1 walkower
  - Wygrane: 9 + 1 walkower (40%)
  - Remisy: 4 (16%)
  - Przegrane: 11 (44%)
- Bramki:
  - Strzelone: 79 + 3 /walkower/ (średnia: 3,28 bramki/mecz)
  - Stracone: 58 (średnia: 2,32 bramki/mecz)